# ヴィースブル
ヴィースブル（ヴィスブールとも。Visbur）は、北欧神話に登場するユングリング家の王であり、ヴァンランディの息子であった。
ヴィースブルは自身の息子のうちの2人がしかけた放火によって彼の邸内で焼死した。それは、ヴィースブルが彼らの母を捨て、彼らにその世襲財産を与えないことの返報であった。ヴィースブルの後は彼の息子ドーマルディが継いだ。

## 解説
スノッリ・ストゥルルソンはその『ユングリング家のサガ』（1225年）でヴィースブルについてこのように書いている。

| Vísburr tók arf eptir Vanlanda föður sinn; hann gékk at eiga dóttur Auða hins auðga ok gaf henni at mundi þrjá stórbœi ok gullmen. Þau áttu 2 sonu, Gisl ok Öndur. En Vísburr lét hana eina ok fékk annarrar konu; en hon fór til föður síns með sonu sína. Vísbur átti son er Dómaldi hét; stjúpmóðir Dómalda lét síða at honum úgæfu. En er synir Vísburs váru 12 vetra ok 13, fóru þeir á fund hans ok heimtu mund móður sinnar, en hann vildi eigi gjalda. Þá mæltu þeir, at gullmenit skyldi verða at bana hinum bezta manni í ætt hans, ok fóru í brott ok heim. Þá var enn fengit at seið ok siðit til þess, at þeir skyldu mega drepa föður sinn. Þá sagði Huldr völva þeim, at hon mundi svá síða, ok þat með, at ættvíg skyldu ávalt vera í ætt þeirra Ynglinga síðan. Þeir játtu því. Eptir þat sömnuðu þeir liði, ok kómu at Vísbur um nótt á úvart ok brendu hann inni. |  | ヴィースブルは彼の父ヴァンランディの跡を継いだ。彼は〈裕福な〉アウジ (en) の娘と結婚した。そして、より広い3つの農場と黄金の首飾りを、花嫁への贈り物として彼女に与えた。彼らは2人の息子、ギースル (Gisle) とオンドゥル (Ond) を得た。しかしヴィースブルは妻の元を去って他の女性を得た。そこで、彼女は彼女の2人の息子とともに彼女の父の家に帰った。ヴィースブルにはドーマルディという息子がいた。ドーマルディの継母はヴィースブルに不運を与えるべく魔法 (en) を用いた。さて、ヴィースブルの息子が、1人が12歳、もう1人が13歳になったとき、彼らは自分たちの父のところへ行き、彼らの母の持参金を所有することを望んだ。しかしヴィースブルは持参金を彼らに引き渡さなかった。すると息子達は、黄金の首飾りがヴィースブルのすべての血統において最高の男の死であるべきだと言った。そうして息子達は帰っていった。それから息子達は、魔術と魔法とを再び始めた。それは彼らが自分達の父を殺すことができるかどうか試すためだった。魔女 (en) のフルズ (en) は、魔法によって、ユングリングの血統において、自身の一族の殺害者が決して望んでいないはずのこの手段でそれをもたらすことができると言った。すると息子達はそのようにすることに同意した。その後息子達は、男達を集めて、夜、ヴィースブルを急襲し、彼の家もろとも彼を焼き殺した。 |  |

スノッリはまた、『ヘイムスクリングラ』での彼の報告において、参考文献とした『ユングリンガ・タル』（en。9世紀に成立）の一部を書き入れている。
| Ok Visburs vilja byrgi sævar niðr svelga knátti, þá er meinþjóf markar öttu setrs verjendr á sinn föður; ok allvald í arinkjóli glóða garmr glymjandi beit. | （大意） ヴィースブルの体を炎が飲み込んだ。 王座を守ろうとする息子達が自分の父親に火をかけた。 熱いガルム（犬。火のこと）が激しく咬んだ。 |  |

『ノルウェー史』は、スノッリが引用したものより古い『ユングリンガ・タル』のラテン語で書かれた要約を紹介している。
| Hic [Wanlanda] genuit Wisbur, quem filii sui cum omni curia sua, ut citius hærenditarentur, vivum incenderunt. Cujus filium Domald [...] | 彼 [ヴァンランディ] はヴィースブルの父であった。彼の息子達は臣下達と共に生きたまま焼き殺され、彼らはより早く財産を手に入れることになった。彼の息子、ドーマルディ [...] |  |

さらにより昔の情報源である『アイスランド人の書』は、『ユングリンガ・タル』での系統を挙げており、そこではヴァンランディの継承者とドーマルディの先代をヴィースブルだとしている
vi Vanlandi. vii Visburr. viii Dómaldr.

## 引用元
- ユングリング家のサガ（ヘイムスクリングラ）
- ユングリンガ・タル（英語版ウィキペディア）
- Historia Norwegiæ（英語版ウィキペディア）